# 蓮香樓
蓮香樓是一間過百年歷史的廣州老茶樓，現址位於中国广州荔灣區第十甫路。它有著「蓮蓉第一家」的美譽，與陶陶居均是廣州僅餘的兩間過百年歷史的老茶樓。從這些老茶樓的興起，廣東獨特的飲茶文化漸漸成型。蓮香樓亦曾在香港設有分店，雖然与广州莲香楼在經營方面已經脫勾，惟屬於同源異枝。

## 歷史

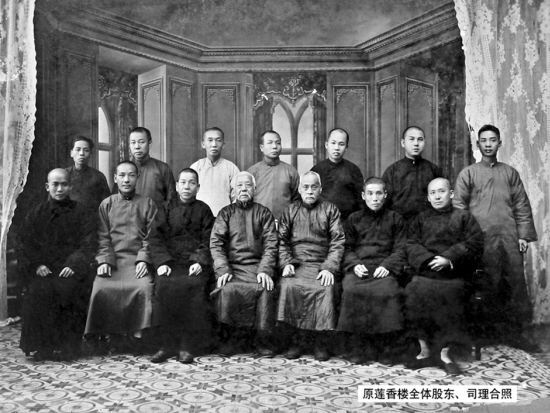
第十甫蓮香樓全體股東、司理合影，前排正中間者是譚新義

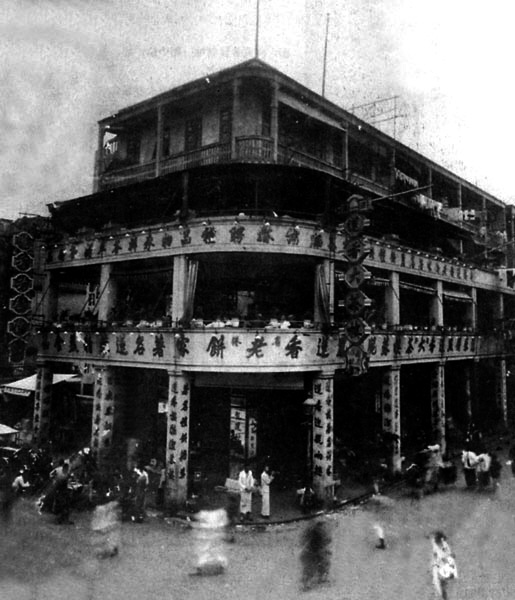
蓮香大茶樓（省港蓮香老餅家）最初的騎樓店鋪（1920年代末）

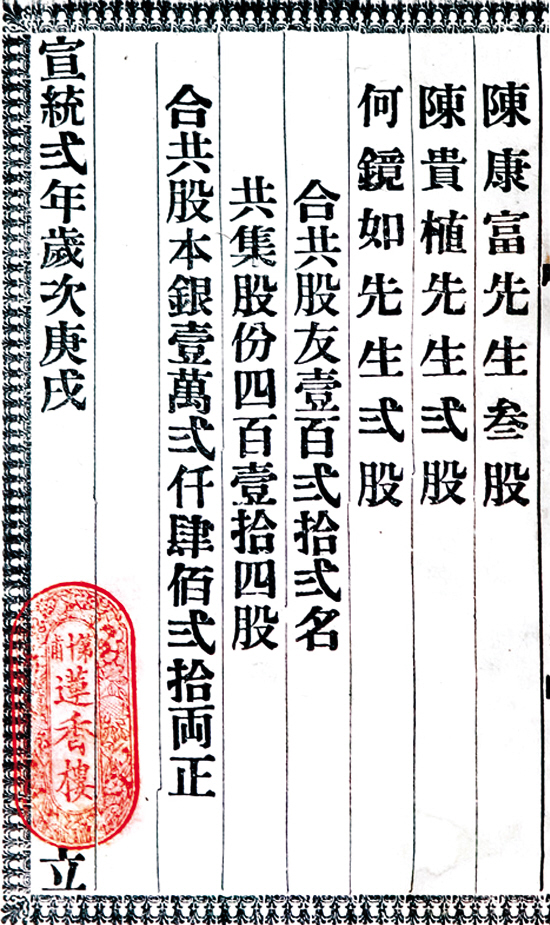
1910年股東簿最後一頁

莲香樓的前身是一間在廣州西關的婚庆餅店糕酥館。清光緒十五年（1889年），改名連香樓。連香樓用蓮蓉作酥餅的餡料，清香可口，大受顧客歡迎，而那種蓮蓉餡餅點從那時起，已定型為今天市面上見到的廣式月餅。
1910年（宣統二年），一名叫做陳如岳的翰林學士，因品嚐了連香樓的食品後，大讚其蓮蓉做得出色，故書「蓮香樓」，提議將原本的「連」字上加上「草花頭」，連香樓自此易名為蓮香樓。現時廣州蓮香樓門前金漆牌匾上的「蓮香樓」三個大字，是其手跡。初期的蓮香樓只做早上的茶市，後來茶樓盛名遠播，開始做晚市，和包辦筵席。
同年，蓮香樓由當時廣州的「茶樓大王」譚新義收購重新集資，與股東們訂立《廣州蓮香樓合同》。據合同上的資料，當時股東有122人，多數股東入2至3股，全部皆入股8股以下；而招股人共有9名，他們都是蓮香樓的老闆。其時各老闆均互相認識，而其他股東皆是他們的鄉親或朋友。各股東皆持有合同1本，另外還有1張入股憑證，引入分紅制度認證不認人。合同還規範關於人事、財政、薪酬等章程，使蓮香樓成為當時較為有規模的股份企業，發展到10餘間分店。
莲香楼在1984年装修时，有员工意外地在原店财务室一个生锈的铁柜里发现了一个布满灰尘的“股东簿”，上面记载着1910年入股时每一位股东的名字及入股数量。当时茶楼入股数达414股，合计总投资额为12420两白银，约相当於今日250万元人民币。舊伙記回忆称：“这么大的投资额，主要都被用于店面装潢。那时莲香楼里的桌子、椅子等都是用进口木材制成，雕花都是手工，窗户用的是最好的满洲窗！” 後来再陆续找到一批当时的分红证明，上面显示当时的莲香楼生意红火，分红丰厚。 
蓮香樓的規模亦漸見擴大，在生意蒸蒸日上的1918年，香港商人来广州请求开设分店，广州总店便派出师傅前往担任“高层执士”，自此蓮香樓在香港經營至今。
1949年中华人民共和国建政；1956年，中國共產黨對私營企業進行「生产资料所有制的社会主义改造」，強行將蓮香樓「公私合營」，令蓮香樓的股份企業蕩然無存，蓮香樓在廣州的經營亦遭遇到多番變遷。而其他大部分百年茶居、酒樓均在1956年代被當局没收後至文化大革命期间消失。
文化大革命期间，莲香楼被当局改名为「东升楼」，所在的第十甫路被改为“秀丽路”；莲香楼作为酒楼的部分被迫停业，二三樓變成专门加工蓉馅的工厂，一层大堂卖早点，现在月饼柜台的位置，那时是现做肠粉的明档。至1973年恢复莲香楼原名。
1984年10月1日，莲香楼恢复酒楼茶饭市，并在保留往日風貌的基础上进行了修葺与重整。并成立贸易部，专门负责管理莲香楼生产的各种产品销售。现时莲香楼地下中庭悬挂的巨大莲花水晶灯，是莲香楼特别订制，在80年代就牦资17万人民幣之巨。
1993年被中國國內貿易部授予「中華老字號」稱號；1998年經貿易局批准為「國家特級酒家」。

## 建築
初期的廣州蓮香樓裝修簡單，門面掛上「蓮香大茶樓」的木造金漆招牌。樓高三層。廣州蓮香樓曾經在中共建政時和文化大革命後進行兩次大翻新。現時大廳中的窗花以滿洲窗框為特色，門廊亦顯出嶺南建築風格。2005年6月，莲香楼被公布为广州市登记保护文物单位。

## 特色食品
蓮香樓以蓮蓉食品出色以成名，蓮蓉包只在早市、午市供應，但其蓮子的香味撲鼻、蓮蓉入口幼滑，而且蓮香樓一直選用湖南的湘蓮作餡，湘蓮呈啡紅色，使製成的蓮蓉包的餡也是啡紅色，使食客大為欣賞。還有一些以蓮蓉作主題的特色小菜，如雙蓮藕餅（將蓮蓉混入臘，夾在蓮藕段炸成的特色小菜）。蓮香月餅更是廣州月餅的其中一個馳名品牌。

## 商標爭議

### 广州莲香楼与广州国企
2006年12月，广州市莲香楼由国有企业转制成为「广州市莲香楼有限公司」。经过公开招标后，「广州市西关世家园林酒家有限公司」购入广州市莲香楼有限公司百分之九十九的股权。但商标仍然属於“国有”的「广州饮食服务企业集团有限公司」（广饮集团），并不属广州市莲香楼有限公司。
2010年11月4日，广饮集团以违约为由，向广州市中级人民法院提告，要求广州市莲香楼有限公司的大股东广州市西关世家园林酒家有限公司补交10年内使用「莲香楼」商标的欠款。广州中院一审认为，双方在《股权交易合同》中未约定商标使用费标准，仅支持原告向被告讨回积欠的第二年使用费递增部分（4.11万元人民币）。广饮集团不服，向广东省高级人民法院提出上诉。
2013年，广饮集团开始以商标持有人身份销售外发加工的「莲香楼」月饼，而广州市莲香楼有限公司也继续销售有「莲香楼」商标的月饼。因而该年同时有两家公司用「莲香楼」名义在广州出售月饼，双方亦在争夺市场。飲食集團的品牌顧問聲稱，原蓮香樓公司的員工、核心技術仍由該集團管理，所以其生產的「蓮香樓」食品保證採用蓮香樓獨有技術和配方，委託加工廠生產，聘用舊員工做產品研發顧問。該顧問同時強調，飲食集團的「陶陶居」品牌食品，與幸運樓集團在產品特點和銷售渠道上都有差異，但《南方都市報》記者在飲食集團在售產品看到，幸運樓「陶陶居」知名食品老婆餅、雞仔餅也在其中。市人大代表丘育華認為「不能說市場很大就不存在競爭」，要不是國資委獨自經營，要不是西關世家、幸運樓獨自經營，應該兩者選其一。有觀點指出，「蓮香樓事件」是國企改制留下的「手尾」，接手盤活的企業擔心有朝一日老字號搞好了，品牌卻被當局收回。
2013年9月30日，广东省高级人民法院向双方邮寄送达了终审判决书，判决广州市西关世家园林酒家有限公司须要按广州市人民政府国有资产监督管理委员会的规定，向广州饮食服务企业集团有限公司补缴2008年9月到2010年8月的不足部分合计21万余元人民币，且自2010年9月1日起按照154.1946万元为基数，每年递增3%的标准缴纳「莲香楼」商标的使用费。
2020年，广饮集团的商标授权书中，新增莲香楼公司对商标为“普通许可”而非“独家使用”，即广饮方面可以将商标授权给多家运营企业，莲香楼公司对此不认可。同年，因广饮集团将“莲香楼”系列商标中的三个商标“餐饮”服务项目普通使用许可公开招标，莲香楼公司大股东西关世家将广饮集团等告上法庭，但一审败诉。2021年，广饮集团将莲香楼商标权转让予同属广州市国资委的广州老字号投资控股有限公司。
由于莲香楼公司缺乏商标授权书，无法在抖音、京东、天猫等平台开设旗舰店，生产的商品也无法进入商场商超售卖；而2006年的股权交易合同中，除列明不得随意改变内部装修风格和点心口味外，亦要求西关世家保持企业工商税务登记在荔湾区不变，依法在荔湾区纳税，使得莲香楼公司只能在荔湾区内有限度发展。与之相对的是，广饮集团在2020年与广州枫盛投资有限公司签订商标许可合同，后者现已在越秀区和天河区开立两家“莲香楼酒家”，更有拓展业务至广东省外的意向。
2023年11月，中华人民共和国商务部公布《中华老字号复核结果汇总表》，莲香楼被列入“附条件通过”名单中，即6个月内需要整改完毕，否则将被移出老字号名单。广州老字号公司表示，被整改不是因为经营不善，系因需补充资料；而莲香楼公司法定代表人何嘉盈表示，莲香楼老字号此次要求被整改的最根本原因是商标的“独家使用”变为“普通许可”，即广州老字号公司在商标授权书上的新增事宜未达成一致。2024年1月14日，莲香楼公司法定代表人何嘉盈表示，莲香楼公司已经与广州老字号公司达成初步共识，双方将搁置争议，顺利进行老字号复核工作。同年2月，莲香楼获得广州老字号公司的商标授权，并提交中华老字号资格的复核资料；惟授权细节基于保密性质未公开，双方的商标使用争议亦在诉讼中。2025年5月，莲香楼获附条件通过中华老字号复核整改。
2025年6月，北京市海淀区人民法院认定，枫盛投资公司在越秀和天河开设的“莲香楼酒家”宣称“中华老字号”“百年经典”等构成虚假宣传，需赔偿莲香楼公司200万元经济损失。

### 香港莲香楼与广州国企
香港的蓮香樓與廣州蓮香樓是同出一源。然而，1949年中共建政后，廣州蓮香樓被改為公私合營，在文化大革命時期更一度改名為「东升楼」，從此香港和廣州兩地的蓮香樓便各自獨立經營，並失去聯繫。
在1980年代，廣州蓮香樓在香港銷售廣州製造的月餅，並在1996年於香港註冊「蓮香」商標。香港蓮香樓在2006年向商標註冊處申請註冊「蓮香」商標時，才發現香港的「蓮香」商標已被「廣州飲食服務企業集團有限公司」註冊，而該公司同時持有廣州市的「莲香楼」商標。
2008年，香港蓮香樓入稟香港高等法院要求撤銷廣州飲食服務企業集團有限公司在香港的「蓮香」註冊商標。理由包括兩地的蓮香樓曾經協議，不會在對方的所在地，用「蓮香」商標銷售自己生產的月餅，但廣州蓮香樓卻在1984年破壞協議。廣州飲食服務企業集團有限公司則認為，香港蓮香樓已默許廣州蓮香樓在香港使用「蓮香」商標售賣月餅超過五年，等同容許雙方共同使用「蓮香」商標。
2013年8月，香港高等法院作出裁決，宣布廣州飲食服務企業集團有限公司在香港註冊的「蓮香」商標無效。法官在判詞指出，無證據顯示香港蓮香樓同意廣州蓮香樓共用「蓮香」商標，而且共用「蓮香」商標容易導致公眾混淆兩地蓮香樓的月餅產品，廣州蓮香樓也不應佔用香港蓮香樓建立的名聲及優勢。